# Parliament House
Parliament House – siedziba parlamentu Australii. Położony w Canberze. Otwarty 9 maja 1988 przez królową Elżbietę II. Koszt budowy wyniósł ponad 1,1 miliarda AUD. W czasie budowy był to najdroższy budynek na półkuli południowej. Wcześniej parlament Australii miał swoją siedzibie w Old Parliament House, zwany także Provisional Parliament House.